# Tabgatsch

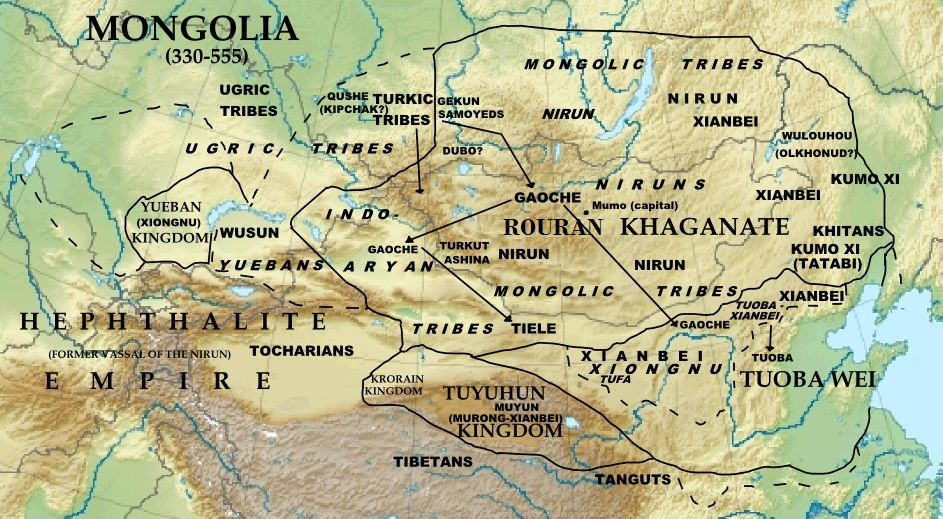
Tuoba Wei im Osten der Karte, zwischen 330 und 555

Die Tabgatsch (in chinesischen Quellen: Tuoba (拓拔 oder 拓跋,  Tuò bá), früher oft T’o-pa transkribiert) waren eine der bedeutendsten Stammeskonföderationen, die nach dem Zusammenbruch des Xiongnu-Reiches entstanden waren.
Nachdem sie große Teile Nordchinas erobert hatten, bezeichnete ihr Name in der Folgezeit bei den Völkern Innerasiens das gesamte China, so in der in den Runeninschriften vom Orchon überlieferten alttürkischen Form des Namens Tavġaç, in byzantinischen Quellen (so bei Theophylaktos Simokates) Taugast (Ταυγὰστ) oder bei den Arabern Tamġaǧ. Insofern besteht Ähnlichkeit zur Verallgemeinerung des Namens Cathay, mit dem Marco Polo China bezeichnete, der von den Kitan abgeleitet ist, die mit ihrer Liao-Dynastie Nordchina beherrschten.
Die Macht der Tabgatsch erstreckte sich gegen Ende des vierten Jahrhunderts von Shanxi und Hebei bis zum Gelben Fluss. Hier gründeten sie die Nördliche Wei-Dynastie. Die Herrscher der Tabgatsch waren überwiegend buddhistisch.

## Ethnologisches
Die Tabgatsch werden im Allgemeinen als eine der Untergruppen der mongolisch dominierten Xianbei (bestehend aus Tuoba (拓跋,  Tuò bá), Yuwen (宇文,  Yǔwén), Qifu (乞伏,  Qǐfú), Murong (慕容,  Mùróng) und Duan (段氏,  Duànshì)) bezeichnet.
Wolfram Eberhard gab an, dass 60 % der Stämme türkisch, 35 % mongolisch, mindestens zwei Stämme Tungusen und ein Stamm indogermanisch waren. Der Kernstamm, also der Stamm, in dessen Hand die politische Macht lag, sei türkisch gewesen.
Annemarie von Gabain kommt, ausgehend offenbar von ähnlichem Material, zu einem anderen Ergebnis. Ein Drittel des überlieferten Sprachmaterials sei als türkisch erkennbar, ein weiteres Drittel als „mongoloid“, ein anderes wiederum undefinierbar, sie zieht daraus den Schluss, die Sprache der Tabgatsch sei nicht „türkisch“, sondern (gemein-)„altaisch“ gewesen.

## Geschichte
Um 260 gelangten die Tabgatsch im Norden von Shanxi, nördlich der Großen Mauer, zur Macht.
315 gründete Tuoba Yilu (拓拔猗盧,  Tuòbá Yīlú) Daiguo (代國 / 代国,  Dàiguó), das Reich der Tabgatsch, mit der Hauptstadt Shengle (盛樂 / 盛乐,  Shènglè), nördlich des heutigen Hohhot. Dieses Reich soll 119 verschiedene Stämme umfasst haben, von denen ein Teil noch nomadisch lebte.
Den Aufstieg der Tabgatsch begründete Tuoba Gui (拓拔珪,  Tuòbá Guī) (386–409), der dem Murong-Clan der Xianbei nacheinander sämtliche Städte wegnahm, seinem Volk eine feste Hauptstadt am Rand der Steppe im Norden von Shanxi, bei Pingcheng, der heutigen Stadt Datong, zuwies, sich selbst zum Kaiser ausrief und die Nördliche Wei-Dynastie (北魏,  Běi Wèi) begründete.
Dieses Wei-Reich erstreckte sich über Nordchina, über den Osten der heutigen Provinzen Gansu und Qinghai, ferner das heutige Autonome Gebiet Ningxia der Hui bis zum Gelben Meer. Die 20 Herrscher der Tabgatsch herrschten 170 Jahre lang über Nordchina. Während dieser Zeit nahmen die Wei chinesische Sitten an und wurden so sinisiert. Doch mit dem stetigen Zuzug von Han-Chinesen in das Herrschaftsgebiet der Tabgatsch veränderte sich die Situation: Die herrschende Klasse verarmte langsam und ab 530 begannen bürgerkriegsähnliche Zustände, die von den benachbarten Göktürken ausgenutzt wurden.
Schließlich zerfiel das Reich in zwei Teilreiche, die untereinander verfeindet waren und von zwei Generälen geleitet wurden: Die Östlichen Wei (東魏 / 东魏,  Dōng Wèi) und die Westlichen Wei (西魏,  Xī Wèi). Ihnen folgten die Nördliche Qi-Dynastie (北齊 / 北齐,  Běi Qí); sie umfasste den Osten des einstigen Wei-Reiches, während die Nördliche Zhou-Dynastie (北周,  Běi Zhōu) den Westen umfasste.
Nach 580 ging das Reich der Tabgatsch unter und sein Gebietsstand wurde der Sui-Dynastie einverleibt.
Die Herrschaftszeit der Tabgatsch wird im Allgemeinen in drei Phasen eingeteilt:
- die Zeit der Nördlichen Wei (386–534/535), auch als Wei-Dynastie bezeichnet.[7]
- die Zeit der östlichen Dong Wei (534–550) und der westlichen Xi Wei (535–554). Diese entstanden 534/35 als das Reich zwischen zwei rivalisierenden Armeen aufgeteilt wurde.[7]
- die Zeit der Nördlichen Qi-Dynastie (550–577) und der nördlichen Běi Zhōu-Dynastie (557–581)

Daher ist auch die Bezeichnung „Tuoba-Wei“ (拓跋魏,  Tuòbá Wèi) für die Zeitspanne der Tabgatsch üblich geworden.